# 高岡市役所
高岡市役所（たかおかしやくしょ）は、日本の地方公共団体である高岡市の行政事務を執行する役所、およびその組織が入る施設である。

## 概要
本庁舎は8階建てで、周辺に議会棟、水道局棟、車庫棟がある。
伏木、戸出、中田、福岡に支所がある。

### 新庁舎建設について
現庁舎が一部で現行の耐震基準を満たしておらず老朽化も進んでいることから、新庁舎の建設が計画されている。2025年2月12日に高岡市が公表した新庁舎整備に向けたロードマップによると、2025年 - 2026年度に新庁舎のコンセプトを決定し、2027年 - 2028年度に基本構想・計画を策定し、2029年 - 2031年度に設計、2032年 - 2034年度に工事を行い、2035年度に開庁・業務開始としている。

## 沿革
- 1889年（明治22年）4月1日 - 高岡市市制施行。同年7月17日より、二番町のニシン会社を借りて市役所庁舎とした[2][3]。
- この間、千木屋町の西福寺に移転したこともある[2]。
- 1894年（明治27年） - 二番町のニシン会社を買収し、改造して市役所とする[2]。
- 1900年（明治33年）6月27日 - 高岡市内の大火により庁舎を焼失したため、博労畳町の旧越中教校（浄土真宗大谷派僧侶養成所）を仮庁舎に充てる[2][4]。
- 1901年（明治34年）5月14日 - 旧庁舎跡地に仮庁舎建設[2][5]。
- 1911年（明治44年） - 市会で新庁舎建設が決まる[2]。
- 1913年（大正2年）3月 - 西欧風ゴシック様式の市庁舎が片原横町（育英校跡地で、現・北陸銀行高岡支店敷地）に建設される[2][6]。
- 1959年（昭和34年）9月 - 高岡市が1956年より財政再建団体指定により庁舎を建設出来なかったため、北陸電力高岡営業所との「財産交換契約」を市議会で可決[2]。
- 1960年（昭和35年）12月10日 - 本丸町（当時は本町2丁目）の北陸電力高岡営業所の建物に移転し『高岡市庁舎』とする[2][7]。
- 1964年（昭和39年）2月15日 - 新館を増築[8][7]。
- 1980年（昭和55年）4月13日 - 現市庁舎が完成（同年5月6日より執務開始）[9]。旧庁舎は後に急患医療センターなど各種団体が入居する『本丸会館』に転用される。

## 所在地
- 本庁舎 - 高岡市広小路7番50号
- 伏木支所 - 高岡市伏木湊町13番1号（高岡市伏木コミュニティセンター）
- 戸出支所 - 高岡市戸出町二丁目13番4号（高岡市戸出コミュニティセンター）
- 中田支所 - 高岡市下麻生1108番地（高岡市中田コミュニティセンター）
- 福岡支所 - 高岡市福岡町大滝12番地（福岡庁舎＝旧福岡町役場）